# ویلیام هاروی
ویلیام هاروی (به انگلیسی: William Harvey) (۱ آوریل ۱۵۷۸ – ۳ ژوئیه ۱۶۵۷) پزشک بزرگ و زیست‌شناس انگلیسی بود و در سال ۱۵۷۸میلادی در شهر «فولکستون» انگلستان به دنیا آمد. او کاشف دستگاه گردش خون است. وی در ایتالیا تحصیل کرد و در مراجعت کتابی راجع به گردش خون نوشت و در این کتاب وی با دلائل قاطع ثابت کرد که خون در بدن انسان دائم در حال گردش است. اثر بزرگ هاروی تحت عنوان «رساله ای تشریحی دربارهٔ حرکت قلب و خون در حیوانات» که در سال ۱۶۲۸ چاپ و منتشر شد و یکی از مهم‌ترین کتاب‌ها در تاریخ فیزیولوژی شناخته شده‌است. این اثر در واقع نقطه آغازین فیزیولوژی مدرن است.

## تحقیقات و اندازه‌گیری‌های هاروی
هاروی ابتدا با انجام یک محاسبه ساده ریاضی نظریه گردش خون را بیان کرد. او برآورد کرد که قلب با هر تپش خود حدود دو اونس خون وارد آئورت می‌کند. با توجه به این که قلب به‌طور تقریبی در هر دقیقه ۷۲ بار می‌زند، وی به این نتیجه رسید که در هر ساعت حدود ۵۴۰ پوند خون از قلب وارد آئورت می‌شود. به این ترتیب برای هاروی مسلم شد که خون از طریق قلب دوباره به گردش در می‌آید. هاروی با فرمول بندی و تنظیم این فرضیه برای دستیابی به جزئیات چگونگی گردش خون مدت ۹ سال به انجام آزمایش‌های مختلف و تحقیقات دقیق پرداخت.
ویلیام هاروی سرانجام در سوم ژوئن ۱۶۵۷ میلادی در سن شصت و نه سالگی درگذشت و افکارش مطرود شد، تا اینکه در سال ۱۶۶۱ میلادی، یکی از متخصصان پزشکی (پزشک ایتالیایی به نام مارسلو) در مشاهدات میکروسکوپی، جریان خون را مشاهده کرد و بدینوسیله، کشف بزرگ هاروی مورد تأیید پزشکان و مردم قرار گرفت.

## نگارخانه

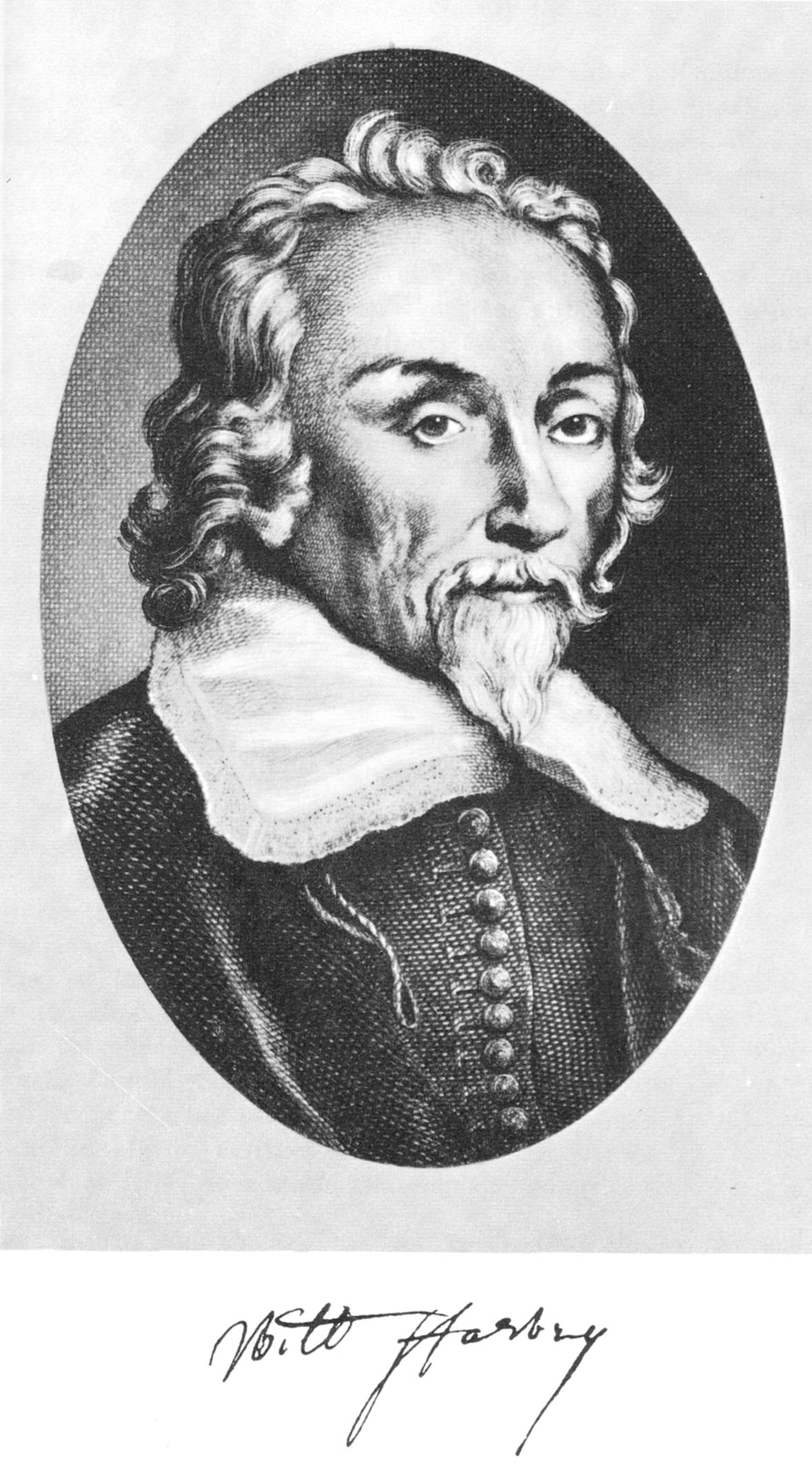
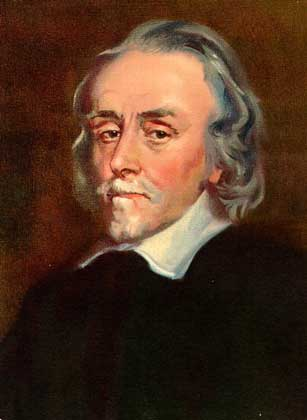
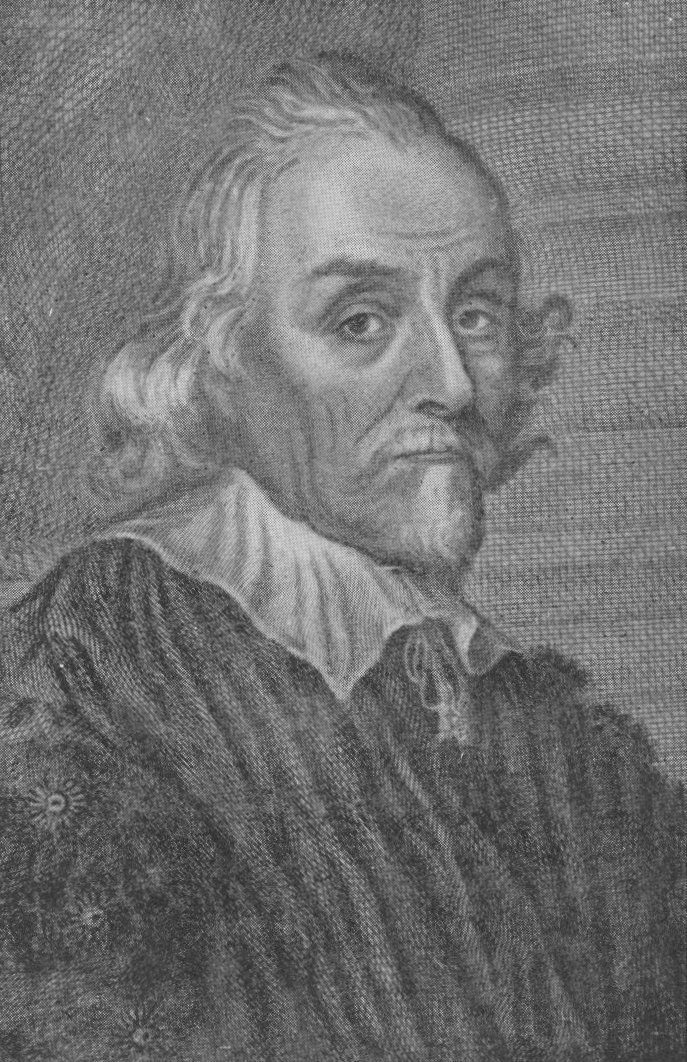
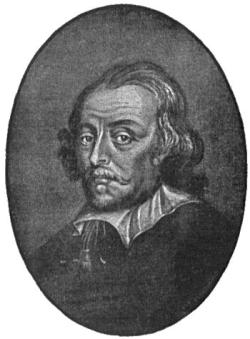
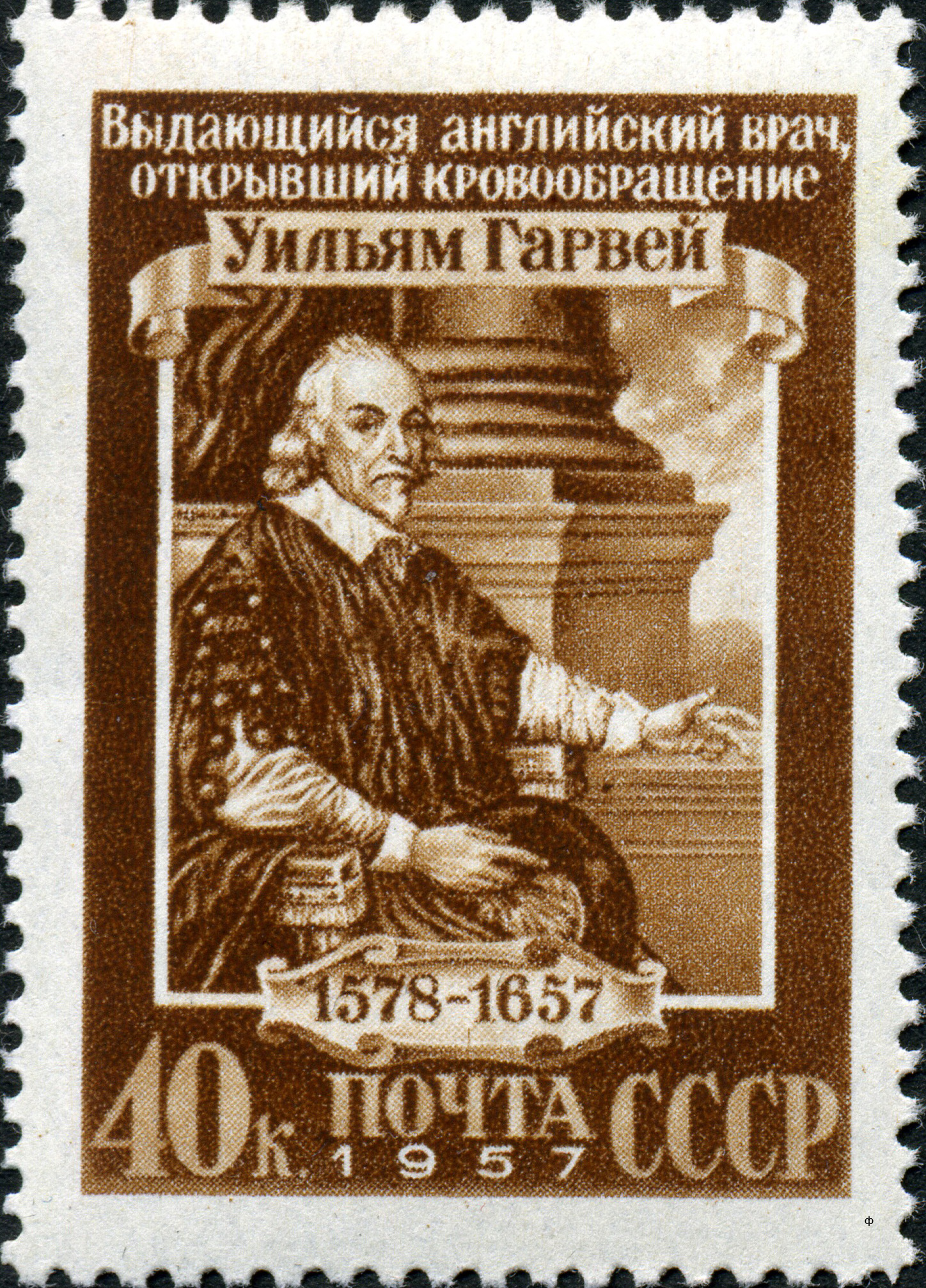